# Messina Hof
Messina Hof — виноробня, що базується в Техасі, яка була заснована Мерріллом та Полом Бонарріго в 1977 році, що робить її третьою найстарішою виноробнею в штаті. Назва винного заводу походить від Мессіни на Сицилії та Гофа, Німеччина, звідки походять сім'ї Пола та Меррілл Бонарріго.

## Огляд
Мессіна Хоф виробляє 950 тис. л вина, яке розподіляється між десятьма штатами та чотирма країнами з їх виноградника, який займає понад 100 га на висоті понад 1100 метрів. На винограднику росте чорний іспанський, виноград Піно Гриджо Сагрантино та виноград Санджовезе, що відповідають місцевому клімату, подібному до європейського виноробного регіону Бургундії.

## Суперечка з приводу етикетки
Етикетка вина Messina Hof's Tex-Zin була розроблена техаською художницею Еммою Старк і зображала дітей у винограднику. Шматок зазнав критики через форму «складки в одязі середньої дитини». Складка буде покрита листям винограду у наступних виробництвах вина.